# Bayerischer Gemeindetag
Der Bayerische Gemeindetag ist einer der vier kommunalen Spitzenverbände in Bayern mit Sitz in München. Ihm gehören 2029 der insgesamt 2031 kreisangehörigen Gemeinden, alle 313 Verwaltungsgemeinschaften Bayerns, 201 Zweckverbände sowie 82 kommunal beherrschte juristische Personen an (Stand: 1. Januar 2019).

## Geschichte
Um eigene Interessen besser vertreten zu können, schlossen sich am 25. Februar 1912 im oberbayerischen Kolbermoor 56 Gemeinden zum Verband der Landgemeinden des Königreichs Bayern zusammen. 1914 hatte der Verband fast die Hälfte der 7940 bayerischen Landgemeinden als Mitglieder.
Nach dem Sturz der Monarchie 1918 erkannte am 11. Januar 1919 das Bayerische Staatsministerium des Innern den Verband als gemeinsame Interessenvertretung der bayerischen Landgemeinden an.
Im Rahmen der Gleichschaltung wurde der Verband der Landgemeinden nach der nationalsozialistischen Machtergreifung bereits durch das „Gesetz über den Deutschen Gemeindetag“ vom 15. Dezember 1933 zum 1. Mai 1934 aufgelöst und in die „Landesdienststelle Bayern des Deutschen Gemeindetags“ überführt, der ein Zwangszusammenschluss aller deutscher Gemeinden und Gemeindeverbände war. Diese kommunale Einheitsorganisation unterstand weitgehend der NS-Aufsicht.
Die Wiederbegründung des Verbandes der Landgemeinden nach dem Zweiten Weltkrieg erfolgte 1947, wobei 1948 die Satzung in Kraft trat. Nach Verabschiedung der Bayerischen Gemeindeordnung wurde am 12. Juni 1954 dem Verband als Bayerischer Gemeindetag die Eigenschaft einer Körperschaft des öffentlichen Rechts durch das Bayerische Staatsministerium des Innern verliehen.

### Vorsitzende / Präsidenten
Seit der Wiedergründung standen als Erste Vorsitzende bzw. Präsidenten an der Verbandsspitze:
- 1947 bis 1966: Ludwig Thoma (von 1948 bis 1958 zugleich geschäftsführendes Vorstandsmitglied)
- 1966 bis 1972: Peter Gröbner (seit 1959 auch Geschäftsführer des Bayerischen Gemeindetags)
- 1972 bis 1984: Hans Weiß, Oberbürgermeister der Stadt Bad Kissingen
- 1984 bis 2002: Heribert Thallmair, Erster Bürgermeister der Stadt Starnberg
- Seit 2002: Uwe Brandl, Erster Bürgermeister der Stadt Abensberg, erstmals gewählt am 24. Oktober 2002

## Aufgaben
Der Bayerische Gemeindetag sieht sich als Sprecher der Gemeinden und hat folgende Aufgaben:
- Vertretung der gemeinsamen Interessen seiner Mitglieder nach außen, insbesondere gegenüber der Staatsregierung und dem Landtag;
- Bündelung der kommunalen Interessen;
- Wahrnehmung des Anhörungsrechts bei der Gesetzgebung in  allen kommunalen Angelegenheiten
- Überprüfung der finanziellen Auswirkungen der Vorschriften auf die kommunale Ebene im Rahmen der Konsultation;
- Presse- und Öffentlichkeitsarbeit;

Nach innen will der Bayerische Gemeindetag
- seine Mitglieder beraten und informieren;
- seine Mitglieder in allen rechtlichen, organisatorischen und finanzwirtschaftlichen Angelegenheiten beraten;
- seinen Mitgliedern Rechtsschutz vermitteln;

## Mitgliedschaften
Der Bayerische Gemeindetag entsendet Vertreter in fast 60 Institutionen und Organisationen, beispielsweise:
- Rundfunkrat des Bayerischen Rundfunks
- Bayerischer Landespersonalausschuss
- Sparkassenverband Bayern
- Versicherungskammer Bayern
- Anstalt für Kommunale Datenverarbeitung in Bayern
- Bayerische Verwaltungsschule

Daneben ist der Bayerische Gemeindetag auch Mitglied im Deutschen Städte- und Gemeindebund.

## Organe
Nach seiner Satzung handelt der Bayerische Gemeindetag durch folgende Organe:
- Landesversammlung
- Präsidium
- Landesausschuss

### Landesversammlung
Die Landesversammlung ist das höchste Organ des Bayerischen Gemeindetags. Sie bestimmt die Leitlinien der Verbandspolitik und wählt den Präsidenten, die beiden Vizepräsidenten und den Landesschatzmeister.

### Präsidium
Das Präsidium hat neben der Leitung des Gemeindetags vor allem als Aufgabe, gemeinsam mit dem Landesausschuss zu Gesetzentwürfen und sonstigen Vorhaben des Landtags und der Staatsregierung sowie zu kommunalpolitischen Fragen von grundsätzlicher Bedeutung Stellung zu nehmen. Es besteht aus dem Präsidenten, zwei Vizepräsidenten, dem Landesschatzmeister, den Bezirksverbandsvorsitzenden und dem Direktor (Geschäftsführendes Präsidialmitglied).
Seit 2002 ist Uwe Brandl Präsident des Bayerischen Gemeindetages. 2008 wurde er mit 100 % der Stimmen wiedergewählt. Für die dritte Amtszeit wurde er am 14. Oktober 2014 gewählt.

### Landesausschuss
Der Landesausschuss tritt zwischen den Tagungen der Landesversammlung zusammen und hat als Aufgabe, gemeinsam mit dem Präsidium zu Gesetzentwürfen und sonstigen Vorhaben des Landtags und der Staatsregierung sowie zu kommunalpolitischen Fragen von grundsätzlicher Bedeutung Stellung zu nehmen. Er besteht aus dem Präsidium, den stellvertretenden Bezirksverbandsvorsitzenden sowie Vertretern von dem Gemeindetag angehörigen Verwaltungsgemeinschaft, Zweckverbänden und Kommunalunternehmen.

## Geschäftsstelle
Der Bayerische Gemeindetag hat in München eine in 13 Referate gegliederte Geschäftsstelle, die vom Direktor des Bayerischen Gemeindetags geleitet wird. Diese Funktion war von Oktober 1999 bis Oktober 2015 Jürgen Busse übertragen. Seine Vorgänger waren unter anderem Eckhart Dietl (Oktober 1989 bis September 1999), Hans Ludyga (Januar 1973 bis September 1989) und Peter Gröbner (1959–1972, ab 1966 auch Vorsitzender). Nachfolger von Jürgen Busse ist seit 1. November 2015 sein bisheriger Stellvertreter Franz Dirnberger.
Ihre Aufgaben sind:
- Vollzug der Beschlüsse seiner Organe
- Erledigung der laufenden Angelegenheiten
- Zentrale Anlaufstelle für die Mitglieder
- die Vorbereitung und Organisation der Beratungen der Beschlußorgane
- Presse- und Öffentlichkeitsarbeit

Die Geschäftsstelle des Bayerischen Gemeindetags hat ihren Sitz in 80805 München, Dreschstr. 8.
Daneben unterhält der Bayerische Gemeindetag zusammen mit den anderen kommunalen Spitzenverbänden das Europabüro der bayerischen Kommunen bei der Europäischen Union in Brüssel.
Die Kommunalwerkstatt, betrieben vom Tochterunternehmen Bayerischer Gemeindetag Kommunal-GmbH ist Bildungspartner für die Mitgliedskommunen. Die vormalige ipse Service GmbH ist eine Selbsthilfeeinrichtung zur Erhaltung der bürgernahen gemeindlichen Wasserversorgung und Abwasserbeseitigung und wurde 2003 zusammen mit 12 Zweckverbänden gegründet; seit 2012 liegen alle Geschäftsanteile beim Gemeindetag. Beteiligt ist der Gemeindetag ferner an der KUBUS Kommunalberatung und Service GmbH, einem Unternehmen kommunaler Spitzenverbände in Mecklenburg-Vorpommern, Schleswig-Holstein und Bayern.